# Чекалов, Павел Владимирович
Павел Владимирович Чекалов (1927—1995) — советский композитор, педагог, член Союза композиторов СССР (1958) и Союза кинематографистов СССР (1980), лауреат Государственной премии СССР (1983) и Заслуженный деятель искусств РСФСР (1988).

## Биография
Родился 24 декабря 1927 года в Москве.
В 1934 г. поступил в среднюю школу. В 1941 г. работал на военном заводе № 81 в качестве ученика токаря, где позднее ему присвоили квалификацию токаря V разряда.
В 1944 г. призвали служить в армию. После службы в 1945 г. поступил на работу в качестве рабочего-истопника при домоуправлении № 8. Работал до 1947 г. и одновременно учился в школе рабочей молодежи.
В 1947 г. поступил в музыкальное училище при Консерватории и закончил его. В 1951 г. поступил в Московскую Государственную консерваторию им. П. И. Чайковского на композиторский факультет. В годы учёбы он получал персональную стипендию им. П. И. Чайковского, в 1956-м стал лауреатом Всесоюзного конкурса молодых композиторов (первая премия за камерную музыку).
По окончании в 1957-м консерватории поступил на работу редактором в издательство «Советский композитор». С 1962 по 1967 год работал на Киностудии им. Горького в должности главного музыкального редактора. В 1967-м поступил работать в Московский государственный институт культуры. В 1972-м получил ученое звание доцента, в 1976-м стал заведующим кафедрой теории и истории музыки. В его память в институте проводят студенческий научно-творческий проект «Чекаловские чтения».
В 1958 году Павел Чекалов был принят в члены Союза композиторов СССР; в 1980-м — в члены Союза кинематографистов СССР.
В 1983 году был удостоен Государственной премии СССР за работу в картине «Праздники детства» Р. и Ю. Григорьевых. Премию передал в фонд государства в поддержку искусства и культуры. В 1988 году П. В. Чекалову было присвоено почетное звание «Заслуженный деятель искусств РСФСР».
Писал музыку практически для всех фильмов В. М. Шукшина (к четырём из пяти фильмов):
- 1964 — Живёт такой парень
- 1965 — Ваш сын и брат
- 1972 — Печки-лавочки
- 1973 — Калина красная

Написал музыку к видовому фильму «Тропы Алтая», к документальному фильму «Слово матери» о Марье Сергеевне Шукшиной. Автор оперы «Степан Разин».
Ушёл из жизни в 1995 году. Похоронен на Химкинском кладбище.